# The River (film 1938)

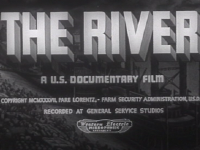

The River è un cortometraggio del 1938, un documentario che mostra l'importanza del fiume Mississippi negli Stati Uniti, in particolare per le pratiche agricole e del legno, a causa di queste attività, molto materiale si raggruppò lungo il fiume e nel Golfo del Messico, causando inondazioni catastrofiche e impoverendo gli agricoltori. Il corto racconta come il progetto della Tennessee Valley Authority cominciava a invertire questi problemi.
È stato scritto e diretto da Pare Lorentz e, ricorda il primo documentario di Lorentz The Plow that Broke the Plains, inoltre è stato selezionato per la conservazione nella National Film Registry dalla Library of Congress come "culturalmente, storicamente o esteticamente significativi". Il film ha vinto il "miglior documentario" categoria al Festival di Venezia nel 1938.
Entrambi i film vennero positivamente giudicati dal compositore e critico Virgil Thomson, mentre The River venne narrata dalla voce del baritono Thomas Hardie Chalmers. Vi è anche una pubblicazione racchiusa nell'omonimo libro, che ricevette una nomination al Premio Pulitzer in quell'anno.